# Dialypetalanthus fuscescens
Dialypetalanthus fuscescens är en måreväxtart som beskrevs av João Geraldo Kuhlmann. Dialypetalanthus fuscescens ingår i släktet Dialypetalanthus och familjen måreväxter. Inga underarter finns listade i Catalogue of Life.